# 鮎沢巌
鮎沢 巌（あゆさわ いわお、1894年10月5日 - 1972年11月30日）は、元・国際労働機関(ILO)職員。国際基督教大学名誉教授。

## 経歴
茨城県久慈郡太田町（現・常陸太田市）で元水戸藩士の次男として生まれた。芝中学校在学中に安部磯雄のユニテリアン教会や社会主義協会に足を運び、その社会改良思想に影響を受けた。1911年芝中学校を卒業。フレンド平和奨学会（Friend Peace Scholarships）の奨学生としてアメリカ合衆国に留学。ハワイの中央太平洋学院（ハイスクール）、ホイットマンカレッジを経て、1915年ハバフォード大学に入学。社会学と社会事業（特に社会問題と労働問題）を学ぶ。1917年ハバフォード大学を卒業。コロンビア大学のニューヨーク・ソーシャルワーク・スクールに入学し労働問題を専攻。国際労働立法論に関する博士論文を提出。1920年コロンビア大学を卒業、ILO帝国代表ジュネーブ事務所に勤務。1923年から日本が国際連盟を脱退した1933年までILO本部に勤務。1934年日本に帰国し、1935年7月から日本がILOを脱退した翌年の1939年5月までILO東京支局長。のち世界経済調査会常任理事、啓明学園理事などを務めた。
戦後はGHQとの折衝にあたり、対日労働政策の立案と施行に重要な役割を果たした。1945年10月労務法制審議委員会事務局長。1946～1949年中央労働委員会（中労委）事務局長、中労委公益委員。国士舘創立者の柴田徳次郎と芝中学校の同窓・友人であった縁で、1945年12月に至徳専門学校校長、1947年に至徳中学校（現・国士舘中学校）校長、1948年に至徳高等学校（現・国士舘高等学校）・至徳商業高等学校校長となった。1949年5月に校長を退任した後、ユネスコ在日代表部顧問、国際基督教大学教授（1952～1965年）、普連土学園理事長などを務めた。1966年フランス永住のため離日。1972年ノルマンディー地方・ブールアシャール村の病院で死去、78歳。晩年は世界連邦建設同盟理事長を務めた。
娘の露子（1923年-2011年）は、ナポレオン麾下一の名将ダヴー元帥の家系、フランス空軍大佐・第5代アウエルシュタット公爵レオポルド・ダヴー（1904年-1985年）と結婚し、第6代公シャルル・ルイ・イワオ・ダヴー（1951年-2006年）ら6人の子を儲けた。

## 人物
- 国際基督教大学での教え子である初岡昌一郎によれば、「日本ではクエーカー教徒の先覚者であった」「戦後は初代中労委事務局長となり、末弘厳太郎と共に日本の労働法の骨格を築くのに中心的役割を果たした」[12]。
- 絶対平和主義の立場をとった[12]。1948年に関屋正彦らと日本友和会（非暴力キリスト教主義平和団体）を再建し[13]、1949年～1965年に書記長を務めた[14]。
- 1945年11月時点で日本外政協会理事[15]。1946年5月に社団法人国際連合研究会に改組されると常務理事となった[16]。
- 1950年に社会政策学会設立発起人の1人となった[17]。

## 著書

### 単著
- 『ワシントンに於ける世界繊維工業会議報告』（述、木曜倶楽部［木曜倶楽部講演集 第4輯］、1937年）
- 『世界に進出する日本の繊維工業――国際繊維工業三部制技術会議について』（講述、協調会調査部編、協調会調査部、1937年）
- 『国際労働機関と日本』（国際労働局東京支局、1938年）
- 『満洲国農業政策の発展』（世界経済調査会、1942年）
- 『ヴェルサイユ體制の崩潰過程とその將來』（述、東洋經濟新報社出版部［經濟倶樂部講演 昭和18年 第1輯］、1943年）
- 『世界経済理論報告会記録』（世界経済調査会、1943年）
- 『民主主義の本質』（弘學社、1946年）
- 『世界の労働運動史』（毎日新聞社、1947年）
- 『勞働組合讀本』（政治教育協會、1947年）
- 『社會思想と國際勞働』（東洋經濟新報社［東洋經濟講座叢書 第16輯］、1947年）
- 『ストライキ』（二見書房、1948年）
- 『真実の世界』（労働文化社、1949年）
- 『アメリカの労働組合――新しい労働運動の指標』（養徳社、1950年）

### 共著
- 『パルプの自給に就いて 勞働條件より見たる本邦繊維工業の世界的位地』（菊池寅七・鮎澤巖述、東洋經濟出版部［經濟倶樂部講演 第154輯］、1937年）
- 『戰後の世界秩序について 楠公精神』（鮎澤巖・林彌三吉述、東洋經濟新報社出版部［經濟倶樂部講演 昭和17年 第10輯］、1942年）
- 『勞働問題解決の方向』（小川半次共著、勞働文化社、1948年）
- 『日本外國勞働運動史』（細谷松太共著、中央勞働學園［新勞働教育講座］、1950年）
  - 改訂版『日本外国労働運動史』（細谷松太共著、日本労政協会編、日本労政協会、1952年）
- 『労働運動史』（細谷松太、渡辺惣藏共著、北海道庁労働部労働教育課編、日本労政協会［労働教育講座］、1952年）

### 訳書
- ユージーン・ステーリイ『全訳 世界経済の転換』（佐藤敏行共訳、世界経済調査会、1941年）